# الکساندراواک (نگوتین)
الکساندراواک (نگوتین) (به لاتین: Aleksandrovac (Negotin)}} یک منطقهٔ مسکونی در صربستان است که در Bor District واقع شده‌است.

## خصوصیات
الکساندراواک ۵۸۸ نفر جمعیت دارد.